# Traité de Mortefontaine
 Voir le traité sur Wikisource
Le traité de Mortefontaine est une convention signée en 1800 entre la France (sous le Consulat) et les États-Unis terminant la quasi-guerre. Il fut signé au château de Mortefontaine, dans l'Oise.
La procédure d'adoption fut la suivante :
- Convention de 1800 entre la France et les États-Unis soumise au Sénat américain le 16 décembre 1800 (message du 15 décembre 1800).
- Résolution de conseil et de consentement, avec la stipulation, le 3 février 1801.
- Ratifié par les États-Unis le 18 février 1801.
- Ratification avec stipulation par la France, échangées à Paris le 31 juillet 1801.
- Resoumis au Sénat le 11 décembre 1801.
- Résolution du Sénat le 19 décembre 1801, en déclarant la convention complètement ratifiée (proclamée le 21 décembre 1801).

Les signataires nommés en tant que plénipotentiaires furent : 
- pour la France : Joseph Bonaparte, Charles Pierre Claret de Fleurieu (conseiller d'État, membre de l'Institut national et du Bureau des longitudes de la France), et Pierre-Louis Roederer (conseiller d'État (président de la Marine), membre de l'Institut de France, président de la Section de l'Intérieur) ;
- Pour les États-Unis d'Amérique : Oliver Ellsworth (président de la Cour suprême des États-Unis), William Richardson Davie (gouverneur de Caroline du Nord) et William Vans Murray (en) (ministre résident à la Haye).